# Eastman (cráter)
Eastman es un cráter de impacto de 67 km de diámetro del planeta Mercurio. Debe su nombre al escritor sioux Charles Eastman (1858-1939), y su nombre fue aprobado por la  Unión Astronómica Internacional en 2009.
Fue el primer cráter de Mercurio que vio la  sonda espacial MESSENGER durante el su primer sobrevuelo de Mercurio. Eastman exhibe algunos rasgos característicos de un cráter nuevo, relativamente joven. Las paredes de Eastman tienen terrazas muy claramente visibles, y la estructura del pico central está bien conservada. Eastman se encuentra cerca del cráter  Xiao Zhao.